# Le Sueur
Le Sueur és una població dels Estats Units a l'estat de Minnesota. Segons el cens del 2000 tenia 3.922 habitants.

## Demografia
Segons el cens del 2000, Le Sueur tenia 3.922 habitants, 1.545 habitatges, i 1.025 famílies. La densitat de població era de 339,5 habitants per km².
Dels 1.545 habitatges en un 33,3% hi vivien nens de menys de 18 anys, en un 53,3% hi vivien parelles casades, en un 9,4% dones solteres, i en un 33,6% no eren unitats familiars. En el 29,3% dels habitatges hi vivien persones soles el 14,6% de les quals corresponia a persones de 65 anys o més que vivien soles. El nombre mitjà de persones vivint en cada habitatge era de 2,48 i el nombre mitjà de persones que vivien en cada família era de 3,07.
Per edats la població es repartia de la següent manera: un 27,8% tenia menys de 18 anys, un 7,8% entre 18 i 24, un 26,7% entre 25 i 44, un 20,5% de 45 a 60 i un 17,2% 65 anys o més.
L'edat mediana era de 37 anys. Per cada 100 dones de 18 o més anys hi havia 88,2 homes.
La renda mediana per habitatge era de 42.372 $ i la renda mediana per família de 53.362 $. Els homes tenien una renda mediana de 35.810 $ mentre que les dones 24.359 $. La renda per capita de la població era de 21.605 $. Entorn del 5,8% de les famílies i el 8,8% de la població estaven per davall del llindar de pobresa.

## Poblacions més properes
El següent diagrama mostra les poblacions més properes.